# 大箐山県
大箐山県（だいせいざん-けん）は、中華人民共和国黒竜江省伊春市に位置する県。

## 歴史
1939年（康徳6年）、満洲国で街村制が施行されると区域には帯嶺村が設置された。1945年（民国34年）、日本の敗戦に伴い満洲国が崩壊すると湯原県南岔区の管轄とされ、中華人民共和国成立後の1950年に第五区に移管されている。1952年10月、新設された伊春県に移管され、翌1953年帯嶺鎮が設置された。1957年7月、地級市の伊春市が成立、同年11月に帯嶺鎮に帯嶺区が新設された。2019年7月に帯嶺区および鉄力市の一部が合併し、大箐山県が発足。

## 行政区画
2鎮を管轄する：
- 鎮：帯嶺鎮、朗郷鎮

## 交通

### 鉄道
- 中国鉄路総公司
  - 中国鉄路ハルビン局集団公司
    - 綏佳線（綏化方面）- 帯嶺駅 - 松青駅（中国語版） -（ジャムス方面）

## 健康・医療・衛生
- 大箐山県人民医院